# María de los Santos Honrubia
María de los Santos Honrubia es una ajedrecista española nacida el 15 de febrero de 1984 en San Fernando de Henares, Madrid. 
Ostenta el título de Maestro FIDE Femenino, teniendo un elo de 2033 puntos.

## Resultados destacados en competición
Desde una edad muy temprana María comenzó a destacar en los campeonatos de edades de la Comunidad de Madrid a pesar de enfrentarse a rivales que prácticamente le doblaban la edad. Ha sido campeona de España en los campeonatos sub-12 del año 1996, sub-14 del año 1997, sub-16 del año 2000 y sub-18 del año 2002.
- Ajedrez en España